# Zonetoernooi dammen 1992 Amerika
Het Amerikaanse zonetoernooi dammen 1992 werd in de week van 12 t/m 21 maart 1992 door 16 deelnemers in 9 rondes volgens het Zwitsers systeem gespeeld. Er werd 1 partij per speeldag gespeeld met een rustdag op 17 maart.
Op de eerste plaats eindigde Iser Koeperman  USA en Alexander Mogiljanski  USA met 16 punten uit 9 partijen. Zij wonnen elk 7 partijen en speelden remise met elkaar en met Lelio Marcos  BRA die zijn eerste 6 partijen remise speelde en zijn laatste 3 partijen won. Marcos behaalde daarmee evenals Pierre Coussel  HAI 12 punten en deelde met hem de vierde plaats. Johan Koster (Ned. Antillen) eindigde met 13 punten op de derde plaats zonder in het toernooi tegen de nummers 1 en 2 te hebben gespeeld. 
Uiteindelijk namen Koeperman, Mogiljanski en Marcos deel aan het wereldkampioenschap 1992 in Toulon.
West-Europa 1980 Arta Terme · 
Amerika 1980 · 
Oost-Europa 1980 Riga · 
Afrika 1980 · 
Amerika 1981 · 
West-Europa 1982 · 
Afrika 1982 · 
Amerika 1983 · 
Afrika 1984 · 
West-Europa 1984 Savona · 
Afrika 1985 · 
Amerika 1985 · 
Amerika 1987 · 
Afrika 1990 · 
Europa 1990 · 
Frankrijk 1992 · 
Amerika 1992 · 
Oost-Europa 1992 · 
Afrika 1992 · 
Amerika 1994 · 
Oost-Europa 1994 · 
Azië / Rusland 1994 · 
Afrika 1994 Dakar · 
West-Europa 1994 Heerenveen · 
Amerika 1995 · 
Europa 2000 Polen · 
Europa 2003 Cannes · 
Europa 2005 Gniezno · 
Amerika 2005 Montréal · 
Europa 2007 Korbach · 
Europa 2007 Vilnius · 
Europa 2009 Berlijn